# Ofelia - Amore e morte
Ofelia - Amore e morte (Ophelia) è un film del 2018 diretto da Claire McCarthy con protagonista Daisy Ridley.
Basato sull'omonimo romanzo di Lisa Klein, è una rilettura dell'Amleto di William Shakespeare dal punto di vista del personaggio di Ofelia.

## Trama
Nel castello di Elsinore, in Danimarca, la giovane Ofelia è una dama di compagnia della regina Gertrude, sebbene non abbia origini nobili in quanto suo padre, Polonio, è un semplice consigliere.
Quando il principe Amleto ritorna al castello, inizia a corteggiare Ofelia ma senza troppo successo: il ritorno ai suoi studi gli impedisce quindi di iniziare una relazione con lei. Nel frattempo, Claudio, fratello del re, seduce Gertrude; Ofelia, non vista, li vede. La giovane viene inviata dalla regina stessa a recuperare per lei un tonico speciale da una donna, Matilde, che vive isolata nella foresta. La sera stessa Ofelia si trova ad assistere a una furiosa lite tra il re e la regina. Ofelia segue Gertrude che sta andando a un appuntamento con Claudio: arrivata sugli spalti del castello, non vi trova la regina ma crede di vedere un fantasma incappucciato.
Il mattino seguente il re viene trovato morto, pare a causa del morso di un serpente. Claudio gli succede al trono sposando Gertrude, mentre il giovane Amleto, rientrato infuriato a casa, si rifiuta di accettare la posizione dello zio e inizia a sospettare un complotto nei suoi confronti. Il principe trova conforto nella compagnia di Ofelia, nonostante le voci di palazzo e le raccomandazioni del fratello di lei Laerte. In gran segreto i due decidono di sposarsi. La mattina dopo il matrimonio, Ofelia scopre che il fantasma che aveva visto sulle mura era Claudio, il quale a sua volta scopre il matrimonio del nipote e decide di sfruttare la cosa a suo vantaggio per verificare se Amleto sia folle o stia recitando. Ofelia rivela ad Amleto i suoi sospetti sulla regina e su Claudio.
Quella sera, il principe inscena uno spettacolo che ricalca l'uccisione di suo padre, scatenando l'ira di Claudio che accusa gli attori di tradimento, mentre Gertrude accusa Ofelia di aver allontanato suo figlio da lei.
Il padre di Ofelia, Polonio, muore, ucciso accidentalmente da Amleto, che lo aveva scambiato per Claudio, e una devastata Ofelia scopre che il suo amato è stato segretamente esiliato in Inghilterra e lei è stata promessa in sposa a una delle guardie del re. Nel frattempo, Laerte è rientrato dalla Francia e chiede vendetta in duello contro Amleto. La scoperta che Claudio ha pianificato l'uccisione di Amleto fa fuggire Ofelia, che finge prima di essere impazzita a corte e poi di essere annegata. Quando l'amico di Amleto, Orazio, la fa uscire dalla bara, la giovane si rende conto di aver preso troppo veleno per fingersi morta, e solo Matilde ha l'antidoto. Prima di separarsi, i due vedono il passaggio di soldati stranieri diretti verso il castello. Ofelia raggiunge quindi la casa nella foresta dove viene curata dalla donna. Al suo risveglio, Ofelia incontra Gertrude e poi rientra a palazzo per convincere Amleto ad andare via con lei. Amleto vuole prima affrontare in duello Laerte, ma la spada del suo avversario è avvelenata ed entrambi muoiono. Scoperta la sua colpevolezza, Gertrude impazzisce di dolore e trafigge re Claudio al cuore, prima di avvelenarsi una volta che i soldati norvegesi hanno preso possesso del castello, spirando tra le braccia di Matilde, sua sorella.
Il film si conclude con Ofelia, che vive serenamente il suo esilio con la figlia avuta da Amleto.

## Produzione
Le riprese del film sono iniziate nell'aprile del 2017 e si sono concluse nel luglio dello stesso anno. Si sono svolte interamente in Repubblica Ceca, in location storiche come il castello di Křivoklát e il borgo medioevale di Kutná Hora, e in ambienti d'epoca ricostruiti all'interno dei Barrandov Studios a Praga.

## Distribuzione
Il film è stato presentato in anteprima il 22 gennaio 2018 al Sundance Film Festival. È stato distribuito nelle sale cinematografiche statunitensi da IFC Films a partire dal 28 giugno 2019.